# Chandler Riggs
Chandler Riggs  (Atlanta, Georgia, 1999. június 27. –) amerikai színész. 
Legismertebb alakítása Carl Grimes a The Walking Dead című drámasorozatban, mellyel öt jelölésből három Szaturnusz-díjat nyert.

## Gyermekkora és családja
Chandler Atlantában született, Gina Ann Carlton és William Riggs elsőszülött gyermekeként. Van egy öccse, Grayson.

## Pályafutása
Színészi karrierjét hétévesen kezdte, a Jesus H. Zombie (2006) című horror-vígjátékban. Ezután a A temetésem szervezem (2009) következett, Robert Duval színésztársaként. 2010-ben egy tévéfilm, a Bűnösnek nyilvánítva, majd egy évvel később egy Terminus című rövidfilm a következett. 
2010-ben beválogatták az hasonló című képregény alapján készült sorozat The Walking Dead szereplői közé, mely már ilyen fiatalon meghozta számára az ismeretséget. 2014-ben egy fontosabb szerep várt rá a Mercy című filmben, ebben Dylan McDermott és Frances O’Connor partnere volt.

## Filmográfia

### Film
| Év   | Magyar cím                                                 | Eredeti cím                                              | Szerep                                  | Magyar hang   |
| ---- | ---------------------------------------------------------- | -------------------------------------------------------- | --------------------------------------- | ------------- |
| 2006 |                                                            | Jesus H. Zombie                                          | Egon / Zombie                           |               |
| 2009 | A temetésem szervezem                                      | Get Low                                                  | Tom                                     |               |
| 2011 |                                                            | Terminus (rövidfilm)                                     | Daniel                                  |               |
| 2014 | Mercy                                                      | Mercy                                                    | George Bruckner                         | Boldog Gábor  |
| 2017 | Gyilkolj vagy meghalsz                                     | Keep Watching                                            | DJ Mitchell                             | Boldog Gábor  |
| 2019 | Egyetlen                                                   | Only                                                     | Casey                                   |               |
| 2019 |                                                            | Inherit the Viper                                        | Cooper                                  |               |
| 2023 | Az Igazság Ligája x RWBY: Szuperhősök és Vadászok, 1. rész | Justice League x RWBY: Super Heroes & Huntsmen, Part One | Superman / Kal-El / Clark Kent (hangja) | Baráth István |

### Televízió
| Év              | Magyar cím           | Eredeti cím             | Szerep                       | Megjegyzések                                                                    |
| --------------- | -------------------- | ----------------------- | ---------------------------- | ------------------------------------------------------------------------------- |
| 2010            | Bűnösnek nyilvánítva | The Wronged Man         | Ryan Gregory hétévesen       | tévéfilm                                                                        |
| 2010–2018; 2022 | The Walking Dead     | The Walking Dead        | Carl Grimes / farmer (cameo) | - fő- és vendégszereplő - (1-8. évad, 11. évad) - magyar hangja: - Boldog Gábor |
| 2017            | Robotcsirke          | Robot Chicken           | Carl Grimes (hangja)         | 1 epizód                                                                        |
| 2019–           |                      | A Million Little Things | Patrick "PJ" Nelson          | visszatérő szereplő                                                             |

## Fordítás
- Ez a szócikk részben vagy egészben  a   Chandler Riggs című angol Wikipédia-szócikk ezen változatának fordításán alapul.  Az eredeti cikk szerkesztőit annak laptörténete sorolja fel. Ez a jelzés csupán a megfogalmazás eredetét és a szerzői jogokat jelzi, nem szolgál a cikkben szereplő információk forrásmegjelöléseként.